# 神野慧一郎
神野慧一郎（かみの けいいちろう、1932年 - ）は、現）大阪公立大学名誉教授（大阪市立大学名誉教授）。京都大学文学部哲学科卒。長崎県佐世保市生まれ。京都府京都市]育ち。現在は奈良県奈良市在住。

## 略歴
- 1965年 - 京都大学大学院文学研究科博士課程単位取得退学[3]
- 1983年 - 「ヒュームと自然主義」で大阪市立大文学博士
- 1986年 - 大阪市立大学文学部教授[4]
- 1994年 - 定年退官、名誉教授
- 1997年 - 摂南大学経営情報学部教授[4]

## 著書
- 『ヒューム研究』（新装版）ミネルヴァ書房〈MINERVA人文・社会科学叢書〉、1998年（原著1984年）。ISBN 978-4623029723。

- 佐藤義之・戸田剛文・安部浩 編、小川侃・江口建 訳『知を愛する者と疑う心-懐疑論八章』晃洋書房、2008年。ISBN 978-4771019188。

## 翻訳
- A.J.エイヤー『知識の哲学』白水社〈白水叢書〉、1981年。ISBN 978-4560048580。
- E.カッシーラー 著、D.P.ヴィリーン 編『象徴・神話・文化』白水社、1985年。ISBN 978-4623016273。
- A.J.エア 著、中才敏郎・中谷隆雄 訳『経験的知識の基礎』勁草書房〈双書プロブレーマタ〉、1991年。ISBN 978-4326198832。
- クルト・ヒュプナー 著、中才敏郎 訳『科学的理性批判』法政大学出版局〈叢書・ウニベルシタス〉、1992年。ISBN 978-4588003615。
- クルト・ヒュプナー 著、塩出彰・中才敏郎 訳『神話の真理』法政大学出版局〈叢書・ウニベルシタス〉、2000年。ISBN 978-4588006609。
- デカルト 著、野田又夫・水野和久・井上庄七 訳『方法序説ほか』中央公論新社〈中公クラシックス〉、2001年。ISBN 978-4121600127。
- ウィルフリッド・セラーズ 著、土屋純一・中才敏郎 訳『経験論と心の哲学』勁草書房〈双書プロブレーマタ〉、2006年。ISBN 978-4326198979。